# 康履
康履（？—1129年），宋朝宦官。

## 生平
康履最初和蓝珪为康王赵构府都监，入内东头供奉官。靖康元年（1126年），曾与蓝珪跟从康王到金国行营。康王开元帅府，他和蓝珪都主管机宜文字。赵构即位为宋高宗，康履恃宠用事，妄作威福，傲视朝臣。大将大多曲意奉承。高宗命内侍不许与统兵官相见，违者停官。但他专横霸道，甚至踞坐跣足，凌忽诸将。任内侍省押班，金州观察使。金兵入扬州，高宗驰马出门，他与五六宦官侍从高宗南逃，倍加炫耀，轻视外朝。经过吴江，他的党羽以射鸭为乐。至杭州，钱塘江观潮，又与众宦官供帐遮道。统制苗傅、武功大夫刘正彦等深恶宦官恣横，建炎三年（1129年），苗傅、刘正彦发动兵变，伏兵斩杀王渊，逼迫高宗，斩杀康履，康履被腰斩枭首。苗刘兵变被平定，康履追赠官，谥荣节。